# Harvard Five
Les Harvard Five sont un groupe d'architectes qui se sont installés à New Canaan, Connecticut dans les années 1940 : John M. Johansen, Marcel Breuer, Landis Gores, Philip Johnson et Eliot Noyes. Marcel Breuer était professeur à la Harvard Graduate School of Design, tandis que Gores, Johansen, Johnson et Noyes y étaient étudiants.
Ils ont tous été influencés par Walter Gropius, qui a fondé le Bauhaus en 1919, et est devenu par la suite le directeur du programme d'architecture à Harvard.
La petite ville de New Canaan est reconnue à l'échelle nationale pour ses nombreux exemples d'architecture moderne. Environ 100 maisons modernes ont été construites dans la ville, dont la Glass House de Johnson et la Landis Gores House (en), et environ 20 ont été démolies. Quatre d'entre elles sont désormais inscrits au registre national des lieux historiques des États-Unis : la Landis Gores House,  la Richard and Geraldine Hodgson House (en), la maison de verre de  Philip Johnson et la Noyes House (en).
D'autres architectes notables vivaient à New Canaan et y concevaient des résidences pour eux-mêmes et leurs clients, notamment John Black Lee (en), Hugh Smallen (en), Victor Christ-Janer (en), Alan Goldberg (en), et Carl Koch (en) .